# Xenisthmus africanus
Xenisthmus africanus är en fiskart som beskrevs av Smith, 1958. Xenisthmus africanus ingår i släktet Xenisthmus och familjen Xenisthmidae. Inga underarter finns listade i Catalogue of Life.